# Adamuz
Adamuz è un comune spagnolo di 4 476 abitanti situato nella comunità autonoma dell'Andalusia, situata tra la Sierra Morena e Guadalquivir.